# Sørup (parochie, Aalborg)
Sørup (tot 2010: Sørup Kirkedistrikt)  is een parochie van de Deense Volkskerk in de Deense gemeente Rebild. De parochie maakt deel uit van het bisdom Aalborg en telt 615 kerkleden op een bevolking van 615 (2004).
Sørup werd in 1906 een kirkedistrikt binnen de parochie Buderup. Als zodanig was het tot 1970 deel van Hornum Herred. Het gebied werd in dat jaar opgenomen in de nieuwe gemeente Støvring. Deze ging in 1970 op in de fusiegemeente Rebild. Bij de afschaffing van de kirkesdistrikter in 2010 werd Sørup een zelstandige parochie. 
De parochiekerk kwam gereed in 1906.
Aarestrup · Bælum · Blenstrup · Buderup · Durup · Fræer · Gerding · Gravlev · Grynderup · Lyngby · Øster Hornum · Rørbæk · Siem · Skibsted · Skørping · Skørping Nykirke Kirkedistrikt · Solbjerg · Sønderup · Sørup · Stenild · Store Brøndum · Suldrup · Terndrup · Torup · Veggerby